# غشوة خطية
غشوة خطية (الاسم العلمي:Ceropegia linearis) هو نوع من النباتات يتبع جنس الغشوة من الفصيلة الدفلية.